# والتر دوغلاس
والتر دوغلاس (بالإنجليزية: Walter Douglas)‏ هو عسكري دومينيكاوي، ولد في 1670، وتوفي في 1739.